# Mirosław Baka
Mirosław Michał Baka (ur. 15 grudnia 1963 w Ostrowcu Świętokrzyskim) – polski aktor teatralny, filmowy i telewizyjny, wykonawca piosenki aktorskiej; laureat Grand Prix za rolę męską na 60. Kaliskich Spotkaniach Teatralnych – Festiwalu Sztuki Aktorskiej (2020) za rolę główną w dramacie Śmierć komiwojażera (1949) Arthura Millera w Teatrze Wybrzeże (2019).

## Życiorys

### Młodość
Urodził się i wychowywał w Ostrowcu Świętokrzyskim w rodzinie robotniczej. Jego matka pracowała w kiosku, a ojciec Adam był tokarzem. Jego ojciec i dziadek byli też pracownikami huty Ostrowiec. Jako dziecko najwięcej czasu, gdy rodzice pracowali, spędzał w domu z dziadkiem Józefem, szewcem, który podczas wojny stracił obie nogi, i jego żoną Zofią oraz pradziadkiem Rochem. Kiedy miał 15 lat, jego rodzice się rozwiedli i stracił kontakt z ojcem. Ukończył LO nr II im. Joachima Chreptowicza. Pociągało go aktorstwo. Sześć razy zmieniał szkoły policealne i pracował jako ratownik w karetce pogotowia ratunkowego, zanim za drugim razem dostał się na wydział zamiejscowy krakowskiej Państwowej Wyższej Szkoły Teatralnej we Wrocławiu.

### Kariera
Po raz pierwszy na szklanym ekranie pojawił się w telewizyjnym filmie sportowym ówczesnego debiutanta Mirosława Borka Daleki dystans (1985) u boku Jerzego Schejbala. 17 września 1987 roku debiutował w przedstawieniu dyplomowym Juliana Tuwima Bal w Operze na deskach jeleniogórskiego Teatru im. C.K. Norwida, gdzie rok później zagrał jeszcze w spektaklach: Człowiek jak człowiek Brechta, Biesy Dostojewskiego i Sen nocy letniej Szekspira.
W serialu Ballada o Januszku (1987) pojawił się jako kolega tytułowego bohatera. Wielkim sukcesem okazała się jego debiutancka rola kinowa młodego mordercy taksówkarza w dramacie Krzysztofa Kieślowskiego Krótki film o zabijaniu (1987), za którą otrzymał Nagrodę Szefa Kinematografii i Nagrodę Artystyczną Gdańskiego Towarzystwa Przyjaciół Sztuki.
W 1989 roku po ukończeniu PWST, wyjechał wraz z żoną do Gdańska, gdzie otrzymał angaż do Teatru Wybrzeże i wystąpił m.in. w przedstawieniach: Wolność dla Barabasza jako Barabasz (1988), Pluskwa Majakowskiego (1989), Antoniusz i Kleopatra Szekspira (1992) i Śmierć komiwojażera (1992) w reż. Feliksa Falka.
Na dużym ekranie zagrał m.in. w dramatach – Chce mi się wyć (1989) i Nad rzeką, której nie ma (1991) Andrzeja Barańskiego oraz filmach wojennych – Pierścionek z orłem w koronie (1992) Andrzeja Wajdy i Demony wojny według Goi (1998) Władysława Pasikowskiego. Rola gracza o niejasnej przeszłości, który odnosi na giełdzie spektakularne sukcesy w dramacie sensacyjnym Amok (1998) przyniosła mu nominację do nagrody Orła.
W telewizyjnym dramacie wojennym Andrzeja Wajdy Wyrok na Franciszka Kłosa (2000) wystąpił w tytułowej roli jako policjant Franciszek Kłos, a filmie sensacyjnym Pasikowskiego Reich (2001) zagrał postać „mordercy” pracującego na zlecenie niemieckiego mafiosa Kleina. W 2003 przyjął rolę komisarza policji Igora Szajbińskiego 'Szajby' w serialu kryminalnym Polsatu Fala zbrodni. W filmie Dariusza Zawiślaka Balladyna (2009) wcielił się w postać Kirkora, a partnerowała mu gwiazda kina amerykańskiego Faye Dunaway.
Wykonuje piosenkę aktorską, interpretuje m.in. utwory Włodzimierza Wysockiego, Jacka Kaczmarskiego, Edwarda Stachury i Jana Wołka. W 2006 roku wziął udział w spektaklu Tunel według Jacka Kaczmarskiego przygotowanym na I Festiwal im. Kaczmarskiego „Nadzieja” w Kołobrzegu, a który swoją prapremierę miał w sopockim Teatrze Atelier. Zapis tego spektaklu ukazał się w formie płytowej.
Fundator Fundacji „Żyć z pompą”, która działa od 2009 roku na rzecz dzieci leczonych przy pomocy pomp medycznych: do żywienia, do oddychania, do podaży leków przeciwbólowych i insuliny. W 2010 roku podpisał list otwarty do rządu RP i prezydenta przeciwko organizacji w Warszawie parady Europride; w liście podkreślano sprzeciw wobec legalizacji związków osób tej samej płci oraz adopcji dzieci przez pary homoseksualne, a działania środowisk LGBT w tym kierunku określono jako zamach na wolność słowa, przekonań i sumienia. Niedługo po podpisaniu listu przeciwko Europride zmienił zdanie na temat osób nieheteronormatywnych.

## Życie prywatne
W 1988 roku poślubił aktorkę Joannę Kreft. Mają dwóch synów – operatora filmowego Łukasza (ur. 1988) i Jeremiego (ur. 1995).

## Spektakle teatralne
- 1987 – Bal w Operze

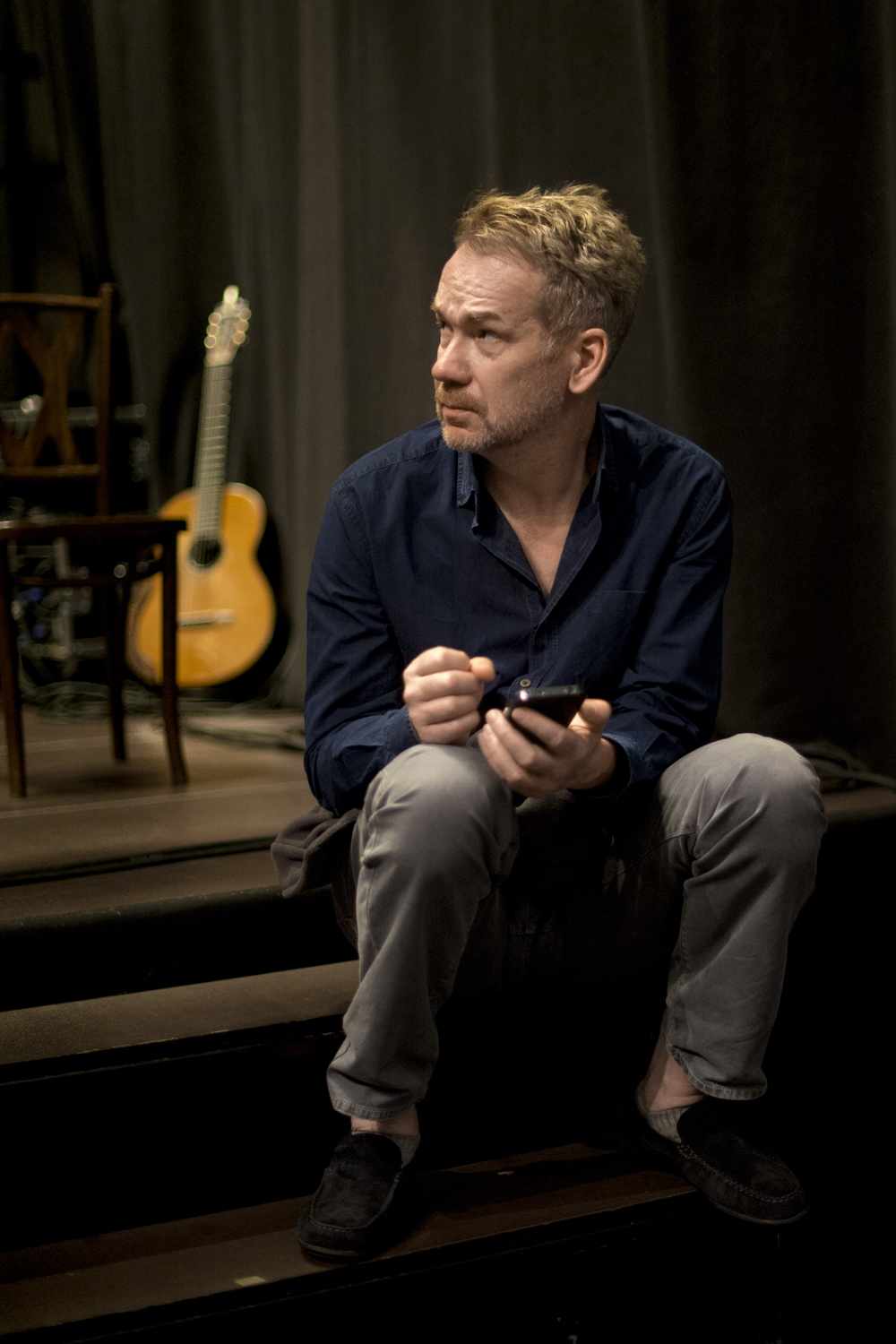
Mirosław Baka przed spektaklem

- 1987 – Człowiek jak człowiek (reż. Hanna Herman-Cieślik, Mieczysława Walczak-Deleżyńska, Jerzy Kozłowski)
- 1988 – Biesy jako Stiepan Trofimowicz Wierchowieński (reż. Krzysztof Rogoż)
- 1988 – Sen nocy letniej jako Lizander (reż. Waldemar Zawodziński); także asystent reżysera
- 1988 – Wolność dla Barabasza jako Barabasz (reż. Andrzej Markowicz)
- 1989 – Cnotliwa panna z ulicy Taniej jako Szpicel I (reż. Marek Okopiński)
- 1989 – Pluskwa (reż. Ryszard Major)
- 1991, 1993 – Hłasko (reż. Maciej Dejczer)
- 1992 – Antoniusz i Kleopatra jako Enobarbus (reż. Krzysztof Babicki)
- 1992 – Śmierć komiwojażera jako Biff (reż. Feliks Falk)
- 1992 – Biesy jako Iwan Szatow (reż. K. Babicki)
- 1992 – I cóż dalej szary człowieku? jako Pinneberg (reż. Marcel Kochańczyk)
- 1993 – Godzina kota jako chłopiec (reż. K. Babicki)
- 1993 – Fantazy jako Jan (reż. Szczepan Szczykno)
- 1994 – Tutam jako On; Głos M. (reż. Barbara Sass)
- 1994 – Damy i huzary jako Edmund (reż. Mirosław Bork)
- 1994 – Arkadia jako Valentine Coverly (reż. K. Babicki)
- 1994 – Sie kochamy jako Harry Berlin (reż. B. Sass)
- 1994 – Było sobie kiedyś miasto jako Joachim Mahlke (reż. K. Babicki)
- 1995 – Kto mówi o czekaniu? jako Antony (reż. K. Babicki)
- 1996 – Hamlet, książę Danii jako Hamlet (reż. Krzysztof Nazar)
- 1997 – Kilka zdarzeń z życia braci... jako Dymitr Karamazow (reż. Krzysztof Zaleski)
- 1998 – Sztuka jako Marc (reż. Jerzy Gruza); także asystent reżysera
- 1999 – Medyk mimo chęci jako Zganarel (reż. K. Zaleski)
- 1999 – Simpatico jako Vinnie (reż. Bogdan Ciosek)
- 2000 – Ryszard III jako Ryszard III (reż. K. Nazar)
- 2001 – Nasze miasto jako reżyser (reż. Bartłomiej Wyszomirski)
- 2001 – Tragedia o Bogaczu i Łazarzu jako Kandyd (reż. K. Babicki)
- 2002 – Hanemann jako Hanemann (reż. Izabella Cywińska)
- 2002 – Beczka prochu (reż. Grażyna Kania)
- 2002 – Mewa jako Trigorin (reż. Grzegorz Wiśniewski)
- 2003 – Sen pluskwy (reż. Ondrej Spisak)
- 2003 – Don Carlos jako Markiz Posa (reż. K. Babicki)
- 2003 – Komunikacja świń (reż. Andre Hubner-Ochodlo)
- 2004 – Bash (reż. Rudolf Zioło)
- 2004 – Wujaszekwania.txt (reż. Monika Pęcikiewicz)
- 2005 – Demokracja (reż. K. Babicki)
- 2005 – Konie narowiste (reż. Jerzy Satanowski)
- 2006 – Parawany jako porucznik (reż. K. Babicki)
- 2006 – Tytus Andronikus jako Tytus Andronikus (reż. M. Pęcikiewicz)
- 2006 – Tunel (reż. Roman Kołakowski)
- 2007 – G®upa Laokoona jako ojciec (reż. Jarosław Tumidajski)
- 2007 – All inclusive jako Rafał (reż. Ewelina Pietrowiak)
- 2011 – 1920 Wojna i Miłość jako Józef Piłsudski
- 2011 – Nie dorosłem jako Stanisław Staszewski (reż. Jacek Bończyk)
- 2014 – Maria Stuart jako Robert Dudley hrabia Leicester (reż. Adam Nalepa)
- 2015 – Raj dla opornych jako Karol (reż. Krystyna Janda)
- 2015 – Kto się boi Virginii Woolf? jako George (reż. Grzegorz Wiśniewski)
- 2017 – Marszałek jako Walery Sławek (reż. Krzysztof Lang)
- 2019 – Śmierć komiwojażera jako Willy (reż. Radek Stępień)
- 2021 – Faust jako Faust (reż. Radosław Stępień)
- 2023 – Punkt zero jako Marcin (reż. Adam Orzechowski)

## Filmografia
- 1985: Daleki dystans – Andrzej

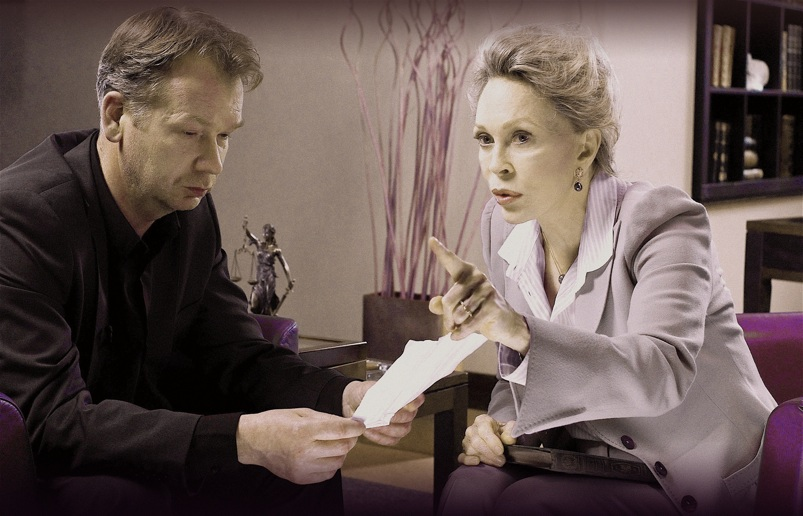
Mirosław Baka i Faye Dunaway w scenie z filmu Balladyna (2009).

- 1987: Krótki film o zabijaniu – Jacek Łazar
- 1987: Ballada o Januszku – Kolega Januszka (Stasiek Wątroba)
- 1988: Dekalog V – Jacek Łazar
- 1989: Lepiej jest tam, gdzie nas nie ma – Jerzy
- 1989: Chce mi się wyć – Marek
- 1991: Nad rzeką, której nie ma – Wódz
- 1991: Obywatel świata – Andrzej
- 1991: Ostkreuz – Darius
- 1991: Cień na śniegu – Sandor Gaspar
- 1991: All of me – Hubert Miras
- 1992: Pierścionek z orłem w koronie – Tatar
- 1992: Vaterland – Wojtek
- 1993: Śliczna dziewczyna – chłopak
- 1993: Polski crash – Józef Malik
- 1993: Auf eigene gefahir
- 1994: Miasto prywatne – Dziurga
- 1994–1995: Radio Romans – Antoni Wereszczaka
- 1995: Gnoje – Mały
- 1996: Krystalbarnet
- 1996: Autoportret z kochanką – kapral Kos
- 1998: Amok – Max
- 1998: Demony wojny według Goi – Cichy
- 1999: Lot 001
- 1999: Ostatnia misja – Bruno Wiśniewski, człowiek Murana
- 2000: Chłopaki nie płaczą – „Cichy”, przyjaciel Kuby
- 2000: Wyrok na Franciszka Kłosa – Franciszek Kłos
- 2000: Na dobre i na złe – Tomasz Wejchert, mąż Ewy (odc. 27)
- 2000: Piotrek zgubił dziadka oko, a Jasiek chce dożyć spokojnej starości – taksówkarz (odc. 2)
- 2001: Miasteczko – fotograf Jaś
- 2001: Reich – Andre
- 2001: Tam i z powrotem – Wiesław Król
- 2001: Tam, gdzie żyją Eskimosi – zleceniodawca Sharkeya
- 2003: Zaginieni – Kubak
- 2003–2008: Fala zbrodni – Igor „Szajba” Szajbiński (odc. 1-103)
- 2003: Bao-Bab, czyli zielono mi – sierżant Makuła
- 2004: Glina – Aleksander Zawierski (odc. 8)
- 2005: Wróżby kumaka – mechanik
- 2005: Droga Molly – taksówkarz
- 2005: Kryminalni – Mariusz Karliński (odc. 29)
- 2006–2008: Pierwsza miłość – Józef Szota (scenarzysta)
- 2006: Wstyd – ginekolog Tomasz Fedorowicz
- 2007: Regina – Wiktor Boruta (ojczym Kingi)
- 2007: Pamiętasz mnie? – mąż
- 2007: Na boso – Przemek (ojciec Ali)
- 2007−2008: Pitbull – Czesiek Rosłoń (brat Igora)
- 2007−2008: Niania – psychoanalityk
- 2008: Wiosna 1941 – Stefan, szwagier Emilli
- 2008: Kup teraz – aktor w filmie Zombi ci flaszkę wybombi
- 2009: Balladyna – Kirkor
- 2009−2010: Tancerze – Bernard Kruk
- 2009: Smutna – Paweł
- 2009: Piotrek trzynastego – kierowca samochodu terenowego
- 2010: Czas honoru – Sorokin, sowiecki spadochroniarz
- 2010: 1920. Wojna i miłość – Józef Piłsudski
- 2011: Prosto z nieba – przyjaciel pilota
- 2011: 80 milionów – komendant KW MO
- 2012: Sęp – Mariusz Rajski
- 2012: Na krawędzi – mecenas Adam Karski
- 2012: Lubię mówić z tobą
- 2013: Tajemnica Westerplatte
- 2013: Wałęsa. Człowiek z nadziei – Klemens Gniech, dyrektor stoczni
- 2013: Prawo Agaty – komisarz Krzysztof Majewski
- 2013: Biegnij, chłopcze, biegnij – Mateusz Wróbel
- 2014: Jack Strong – mjr Putek
- 2015: Chemia – lekarz
- 2016: Na Wspólnej – Janusz Szymaniak
- 2017–2018: Barwy szczęścia – Jakub Nasielski, uczeń Anny Marczak
- 2017: Ojciec Mateusz – Paweł Lipka (odc. 219)
- 2019: Kurier – generał Tadeusz Pełczyński
- 2019: Legiony – Stanisław „Król” Kaszubski
- 2020: Psy 3. W imię zasad jako komendant
- 2020: Ojciec Mateusz – Przemek Rewulski (odc. 308)
- 2021: Pajęczyna – porucznik Tadeusz Mróz
- 2021: Miłość do kwadratu – ojciec Moniki
- 2022: Wygrać marzenia – Józef, ojciec Maksa
- 2023: Chłopi – Maciej Boryna
- 2023: Dewajtis – Paweł Czertwan
- 2023: Dom pod Dwoma Orłami. Kłamstwa Zofii – kapitan UB
- 2024: Sami swoi. Początek – Ziębicki

## Dubbing
- 2001: Fallout Tactics: Brotherhood of Steel
- 2003: Gorky Zero: Fabryka Niewolników – Cole Sullivan
- 2003: Gdzie jest Nemo? – Luzak
- 2004: Gorky 2: Aurora Watching – Cole Sullivan
- 2005: Tom Clancy’s Splinter Cell: Chaos Theory – Sam Fisher
- 2005: Chłopaki nie płaczą – Harasym
- 2006: Tom Clancy’s Splinter Cell: Double Agent – Sam Fisher
- 2010: Battlefield: Bad Company 2 – szeregowy George Gordon Haggard Jr
- 2011: Red Orchestra 2: Bohaterowie Stalingradu – Generał Friedrich Paulus
- 2023: Cyberpunk 2077: Phantom Liberty – Solomon Reed

## Dyskografia
- Tunel według Jacka Kaczmarskiego, Agencja Artystyczna MTJ, 2006.
- Szara, Sztywny Pal Azji, 2017.

## Nagrody i odznaczenia
- 1989 – Nagroda Gdańskiego Towarzystwa Przyjaciół Sztuki za rolę Jacka Łazara w Krótkim filmie o zabijaniu w reż. Krzysztofa Kieślowskiego
- 1993 – Nagroda Miasta Gdańska w Dziedzinie Kultury „Splendor Gedanensis”
- 1994 – Statuetka Pegaza za rolę Chłopca w Godzinie Kota Pera O. Enquista w Teatrze Wybrzeże w Gdańsku
- 1994 – Nagroda na XXIX Ogólnopolskim Przeglądzie Teatrów Małych Form w Szczecinie za rolę w Godzinie Kota w Teatrze Wybrzeże w Gdańsku
- 27 marca 1994 – Nagroda Teatralna Wojewody Gdańskiego
- 11 października 1996 – Srebrny Krzyż Zasługi[4] z okazji 50-lecia Teatru Wybrzeże
- 1997 – Nagroda Prezydenta Gdańska na Festiwalu Szekspirowskim w Gdańsku za rolę tytułową w Hamlecie w Teatrze Wybrzeże
- 1997 – Nagroda Wojewody Gdańskiego za rolę Hamleta
- 25 marca 1998 – Nagroda im. Leona Schillera za rok 1997
- 2001 – tytuł Radiowej Osobowości Roku przyznany przez Radio Gdańsk
- 2003 – Pomorska Nagroda Artystyczna „Gryf Pomorski” w dziedzinie teatru „za role w Teatrze Wybrzeże, którymi udowodnił wszechstronny wielki talent”
- 2005 – nagroda na V Festiwalu Dramaturgii Współczesnej „Rzeczywistość przedstawiona” w Zabrzu za rolę Willy’ego Brandta w przedstawieniu Demokracja Michaela Frayna w Teatrze Wybrzeże w Gdańsku
- 2007 – nagroda na II Ogólnopolskim Konkursie na teatralną inscenizację dawnych dzieł literatury europejskiej za rolę tytułową w przedstawieniu Tytus Andronikus w reżyserii Moniki Pęcikiewicz w Teatrze Wybrzeże w Gdańsku
- 2008 – Honorowa Złota Ryba na Multimedia Happy End Festiwal Filmów Optymistycznych w Rzeszowie za kreowane pogodne i optymistyczne postacie
- 2009 – nominacja do nagrody „Złotych Kaczek” za główną rolę męską w filmie Balladyna
- 2009 – nagroda dla najlepszego aktora 5. Festiwalu Filmów Niezależnych „Bartoszki Film Festiwal” w Tarnobrzegu za rolę w filmie Smutna w reżyserii Piotra Matwiejczyka
- 25 marca 2014 – Srebrny Medal „Zasłużony Kulturze Gloria Artis”[8]
- 2014 – Nagroda Prezydenta Miasta Gdańska w Dziedzinie Kultury z okazji jubileuszu 25-lecia pracy artystycznej w Teatrze Wybrzeże[9]
- 2015 – Nagroda Prezydenta Miasta Gdańska „Neptuny”[10]
- 2015 – Statuetka „Orła Pomorskiego” - nagroda w plebiscycie czytelników „Magazynu Pomorskiego” za szczególne osiągnięcia w kulturze[11]
- 2016 – Nagroda Teatralna Miasta Gdańska za 2015 rok za rolę George’a w spektaklu Kto się boi Virginii Woolf? Edwarda Albeego w reżyserii Grzegorza Wiśniewskiego na scenie Teatru Wybrzeże
- 2016 – Nagroda im. Aleksandra Zelwerowicza za rolę Georg'a w Kto się boi Virginii Woolf? w Teatrze Wybrzeże[12]
- 2019 – Nagroda Prezydenta Miasta Gdańska w Dziedzinie Kultury z okazji jubileuszu 30-lecia pracy artystycznej[9]
- 2019 – Nominacja do nagrody Złotego Szczeniaka na Festiwalu Aktorstwa Filmowego im. Tadeusza Szymkowa za najlepszą drugoplanową rolę męską[13]
- 2020 – Grand Prix i statuetka Wojciecha Kaliskich Spotkań Teatralnych - Festiwalu Sztuki Aktorskiej za rolę męską - rolę Willy’ego w Śmierci komiwojażera w Teatrze Wybrzeże[12]
- 2022 – Wielka Pomorska Nagroda Artystyczna za wirtuozerię aktorską, tworzenie mistrzowskich, pełnokrwistych kreacji teatralnych i filmowych zbudowanych na emocjach, poprowadzonych szalenie precyzyjnie, świadomie, prawdziwie, swobodnie, które jednocześnie ogląda się ze ściśniętym gardłem[14]
- 2024 – nagroda MocArty RMF Classic 2023 w kategorii: Człowiek Roku[15]